# Virgil Williams
Virgil Williams é um roteirista e produtor de televisão estadunidense. Iniciou a carreira artística na produção da série 24 e, em seguida, escreveu quatro episódios para as seguintes temporadas; fixou-se depois no elenco de ER e, em 2011, em Criminal Minds.

## Filmografia
- The Piano Lesson (2024)
- Mudbound (2017)
- The Chicago Code (2011)
- Criminal Minds (2011)
- ER (2004)
- 24 (2001)